# Élections sénatoriales de 1998 dans l'Ardèche
Les élections sénatoriales dans l'Ardèche ont eu lieu le dimanche 27 septembre 1998. 
Elles ont eu pour but d'élire les sénateurs représentant le département au Sénat pour un mandat de neuf années.

## Contexte départemental
Lors des élections sénatoriales du 24 septembre 1989 dans l'Ardèche, un sénateur UDF et un RPR ont été élus, Henri Torre et Bernard Hugo.
Depuis, tous les effectifs du collège électoral des grands électeurs ont été renouvelés, avec les élections législatives françaises de 1997, les élections régionales françaises de 1998, les élections cantonales de 1994 et 1998 et les élections municipales françaises de 1995.

## Sénateurs sortants
| Sénateur | Sénateur     | Parti | Fonctions lors de l'élection en 1989           |
| -------- | ------------ | ----- | ---------------------------------------------- |
|          | Henri Torre  | DL    | Sénateur sortant, président du conseil général |
|          | Bernard Hugo | RPR   | Sénateur sortant                               |

## Présentation des candidats
Les nouveaux représentants sont élus pour une législature de 9 ans au suffrage universel indirect par les 945 grands électeurs du département. 
Dans l'Ardèche, les sénateurs sont élus au scrutin majoritaire à deux tours. 
| Candidats | Candidats         | Parti | Principale fonction                                 |
| --------- | ----------------- | ----- | --------------------------------------------------- |
|           | Henri Delauche    | PCF   | Adjoint au maire d'Aubenas                          |
|           | Suzanne Vidal     | PCF   | Adjoint au maire de Barnas                          |
|           | Michel Rabanit    | Verts | Conseiller municipal d'Annonay                      |
|           | Alain Gibert      | Verts | Adjoint au maire de Rocles                          |
|           | Michel Teston     | PS    | Président du conseil général                        |
|           | Jacques Dondoux   | PRG   | Ministre, conseiller général, maire de Saint-Agrève |
|           | Henri Torre       | DL    | Sénateur sortant, conseiller général                |
|           | Henri-Jean Arnaud | RPR   | Conseiller général, maire de Guilherand-Granges     |
|           | Jean-Marie Roux   | RPR   | Conseiller général, maire des Vans                  |
|           | Jacques Genest    | RPR   | Conseiller général, maire de Coucouron              |
|           | Henri Desprès     | FN    | Conseiller régional                                 |

## Résultats
| Candidat et parti politique | Candidat et parti politique | Candidat et parti politique | Premier tour | Premier tour | Second tour | Second tour |
| Candidat et parti politique | Candidat et parti politique | Candidat et parti politique | Voix         | %            | Voix        | %           |
| --------------------------- | --------------------------- | --------------------------- | ------------ | ------------ | ----------- | ----------- |
|                             | Michel Teston               | PS                          | 339          | 36,57        | 441         | 48,04       |
|                             | Henri Torre                 | DL                          | 291          | 31,39        | 435         | 47,39       |
|                             | Jacques Dondoux             | PRG                         | 276          | 29,77        | 335         | 36,49       |
|                             | Jacques Genest              | RPR                         | 273          | 29,45        | 429         | 46,73       |
|                             | Henri-Jean Arnaud           | RPR                         | 176          | 18,99        | Retrait     | Retrait     |
|                             | Jean-Marie Roux             | RPR                         | 175          | 18,88        | Retrait     | Retrait     |
|                             | Henri Delauche              | PCF                         | 92           | 9,92         | 86          | 9,37        |
|                             | Suzanne Vidal               | PCF                         | 92           | 9,92         | Retrait     | Retrait     |
|                             | Michel Rabanit              | Verts                       | 21           | 2,27         | Retrait     | Retrait     |
|                             | Henry Desprès               | FN                          | 16           | 1,73         | Retrait     | Retrait     |
|                             | Alain Gibert                | Verts                       | 16           | 1,73         | Retrait     | Retrait     |
|                             |                             |                             |              |              |             |             |
| Inscrits                    | Inscrits                    | Inscrits                    | 945          | 100,00       | 945         | 100,00      |
| Abstentions                 | Abstentions                 | Abstentions                 | 9            | 0,95         | 5           | 0,53        |
| Votants                     | Votants                     | Votants                     | 936          | 99,05        | 940         | 99,47       |
| Blancs et nuls              | Blancs et nuls              | Blancs et nuls              | 9            | 0,96         | 22          | 2,34        |
| Exprimés                    | Exprimés                    | Exprimés                    | 927          | 99,04        | 918         | 97,66       |